# The Revelations
The Revelations est un girl group britannique.

## Histoire
Le groupe comprend la Suédoise blonde Annika Magnberg (née en 1982), la Portugaise brune Sarah Vitorino (née en 1985) et de la Britannique rousse Louise Masters (née en 1982). Son label Crazy Dancer Records est distribué par Poptones dirigé par Alan McGee. Il est une création d'Adam Howarth qui veut une version moderne des Ronettes.
Le premier single, You're the Loser, sort en 2005 chez Fierce Panda Records. Le premier album qui reprend le nom du groupe paraît en 2007.
Elles participent au concours de sélection pour représenter le Royaume-Uni au Concours Eurovision de la chanson 2008 avec la chanson It's You. Le public les retient pour la deuxième étape. Mais elles ne sont pas retenus pour la finale ; le jury critique une faible performance vocale, avec une critique particulière de Carrie Grant pour Magnberg. Elles représentent le Royaume-Uni au OGAE Second Chance Contest. Malgré quatre pays qui leur accordent chacun 12 points, elles finissent seizième sur vingt-et-un participants. À sa sortie le 21 novembre 2018, le single est un échec.

## Source de la traduction
- (en) Cet article est partiellement ou en totalité issu de l’article de Wikipédia en anglais intitulé « The Revelations (UK band) » (voir la liste des auteurs).